# Heino Eller

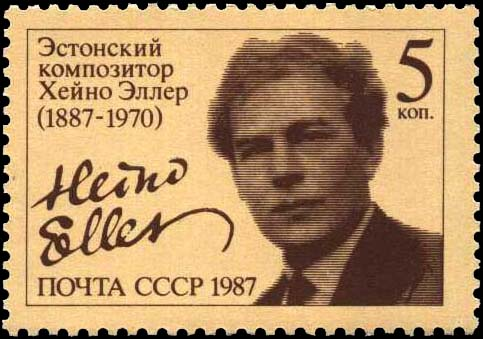
Heino Eller na radzieckim znaczku wydanym w 100. rocznicę urodzin kompozytora

Heino Eller (ur. 7 marca 1887 w Tartu, zm. 16 czerwca 1970 w Tallinnie)   – estoński kompozytor  i  pedagog.

## Życiorys
Studiował w Konserwatorium Petersburskim w latach 1913–1915 oraz 1919–1920 w klasie skrzypiec E. Krügera i kompozycji Jāzepsa Vītolsa   oraz pod kierunkiem Wasilija Kalafatiego, Maksimiliana Sztajnberga i Michaiła Czernowa. 
W latach 1920–1940 wykładał teorię muzyki i kompozycję w wyższej szkole muzycznej w Tartu, kładąc podwaliny pod miejscową szkołę kompozycji, która miała wpływ na muzykę estońską w pierwszej połowie XX wieku. W latach 1940–1970 wykładał w Konserwatorium w Tallinnie  . Kilku jego studentów kompozycji osiągnęło międzynarodowe uznanie, w tym Eduard Tubin, Arvo Pärt, Alfred Karindi, Lepo Sumera, Olav Roots i Karl Leichter.
Eller jest jednym z pierwszych przedstawicieli estońskiej muzyki symfonicznej i kameralnej . Jego kompozycje łączą charakterystyczne cechy stylistyki z początku XX wieku z klasycznymi zasadami formalnymi i elementami estońskiej muzyki ludowej. Nie porzucił tonalości, ale wzbogacił ją o nietradycyjne idiomy i struktury, osiągając styl zbliżony do impresjonizmu. Jego wczesne kompozycje wykazują wpływ Griega, Debussy’ego i Skriabina i wyznaczają początek nowego rozwoju muzyki estońskiej . 
W 1957 Eller otrzymał tytuł Ludowego Artysty Estońskiej SRR , a w 1967 Ludowego Artysty ZSRR. Odznaczony Orderem Lenina (1965).

## Kompozycje
(na podstawie materiałów źródłowych  )
- 3 symfonie
  - I Sinfonia in modo mixolydio (1936)
  - II symfonia e-moll (1947)
  - III symfonia c-moll (1964)
- suita orkiestrowa Białe noce (1939)
- 6 poematów symfonicznych
- Fantazja na skrzypce i orkiestrę (1916 oraz 2. wersja 1963)
- Koncert skrzypcowy h-moll (1933 oraz 2. wersja 1965)
- 5 kwartetów smyczkowych (1925–1959)
- utwory na skrzypce i fortepian, m.in.
  - 2 sonaty
  - miniatury
  - fantazje
- około 150 utworów fortepianowych

oraz utwory chóralne, opracowania pieśni ludowych